# بنای قیصریه
بنای قِیصریه که زورخانهٔ اُردوباد هم نامیده می‌شود، یک اثر تاریخی و معماری متعلق به قرن هفدهم میلادی است که در میدان بازار، مرکز شهر اردوباد در جمهوری خودمختار نخجوان واقع شده است. این بنا با مساحتی حدود ۵۴۰ متر مربع، شامل یک گنبد بزرگ و ۱۶ گنبد کوچک متصل به آن است و از آجرهای پخته شده با ارتفاع ۸٫۵ متر ساخته شده است. پنجره‌های این ساختمان تاریخی با روش شبکه‌ای طراحی شده‌اند.

## تاریخچه
واژه «قیصریه» در معماری ایرانی به معنای بازاری سرپوشیده است که برای فروش جواهرات و زیورآلات ساخته می‌شد. بازارهای قیصریه در سمرقند، تبریز، اردوباد و دیگر شهرها یافت می‌شوند. در این مکان عمدتاً جواهرات طلایی و برخی از متعلقات شاهان مانند جواهرات و سنگ‌های قیمتی به فروش می‌رسید؛ به همین دلیل، این بنا به «بازار شاه» نیز معروف بود.
گفته می‌شود شاه عباس این بنا را برای همسرش ساخت تا جواهرات متعلق به او در این مکان به فروش برسد. در دوره‌ای، این مکان به عنوان زورخانه فعالیت می‌کرد و کشتی‌گیرانی از ایران (به‌ویژه همدان) و ترکیه و دیگر مناطق در اینجا به رقابت می‌پرداختند. در اواسط قرن نوزدهم، اعضای انجمن ادبی «انجمن شعرا» در این مکان گرد هم می‌آمدند و آثار خود را می‌خواندند و به بحث‌های ادبی می‌پرداختند. در قرن بیستم، این بنا به عنوان کارگاه ابریشم‌بافی مورد استفاده قرار گرفت و در سال ۱۹۷۸ توسط معمار زاکر بابایف مرمت شد. در سال ۲۰۱۰ نیز به دستور رئیس مجلس عالی جمهوری خودمختار نخجوان، عملیات مرمت دیگری در قیصریه انجام شد.
از سال ۱۹۹۱، موزه تاریخ و مردم‌شناسی منطقه اردوباد در این بنا فعالیت می‌کند. در ۱۴ ژانویه ۲۰۱۱، این بنای تاریخی پس از مرمت افتتاح شد. در این مرمت، سقف بنا تعمیر، سیستم شبکه‌ای و دیوارهای داخلی بازسازی، فضای داخلی با آجر تزئین و دفاتری برای کارکنان موزه ایجاد شد.

## نمایشگاه‌ها
در این موزه، آثار هنری دوران باستان، از جمله محصولات ابریشمی به نمایش گذاشته شده است. بیش از ۴۰۰۰ اثر در این موزه نگهداری می‌شود که فعالیت خود را با ۱۵۰ اثر آغاز کرده بود. در سال ۲۰۱۶، بیش از ۳۰ اثر جدید از جمله سلاح‌های قرون چهاردهم و پانزدهم، ظروف مسی و متون تاریخی به مجموعه اضافه شد.
قدیمی‌ترین آثار موزه، سنگ‌های گرانیتی گمی‌قایه مربوط به هزاره‌های دوم و اول قبل از میلاد هستند. همچنین ۳۲ نسخه خطی قرآن در اینجا نگهداری می‌شود. یکی از جالب‌ترین اشیاء موزه، صندوقی با زنگوله است که توسط فردی ثروتمند از اردوباد به نام ارباب از فرانسه آورده شده و برای نگهداری اشیاء قیمتی استفاده می‌شد. این صندوق ۳۴۷ کیلوگرم وزن دارد و زنگوله‌های آن برای جلوگیری از سرقت طراحی شده‌اند.

## نگارخانه

پیش از مرمت
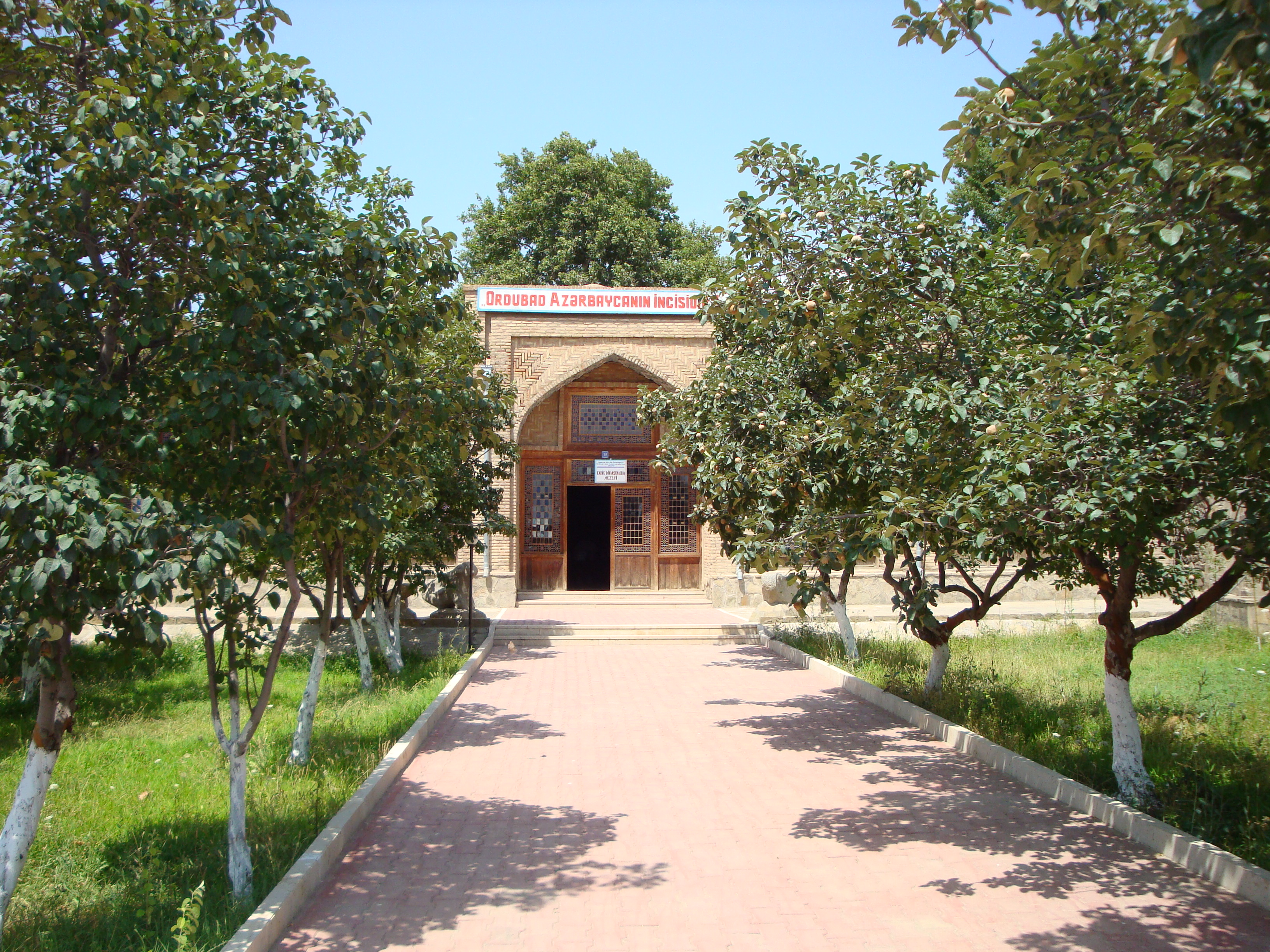
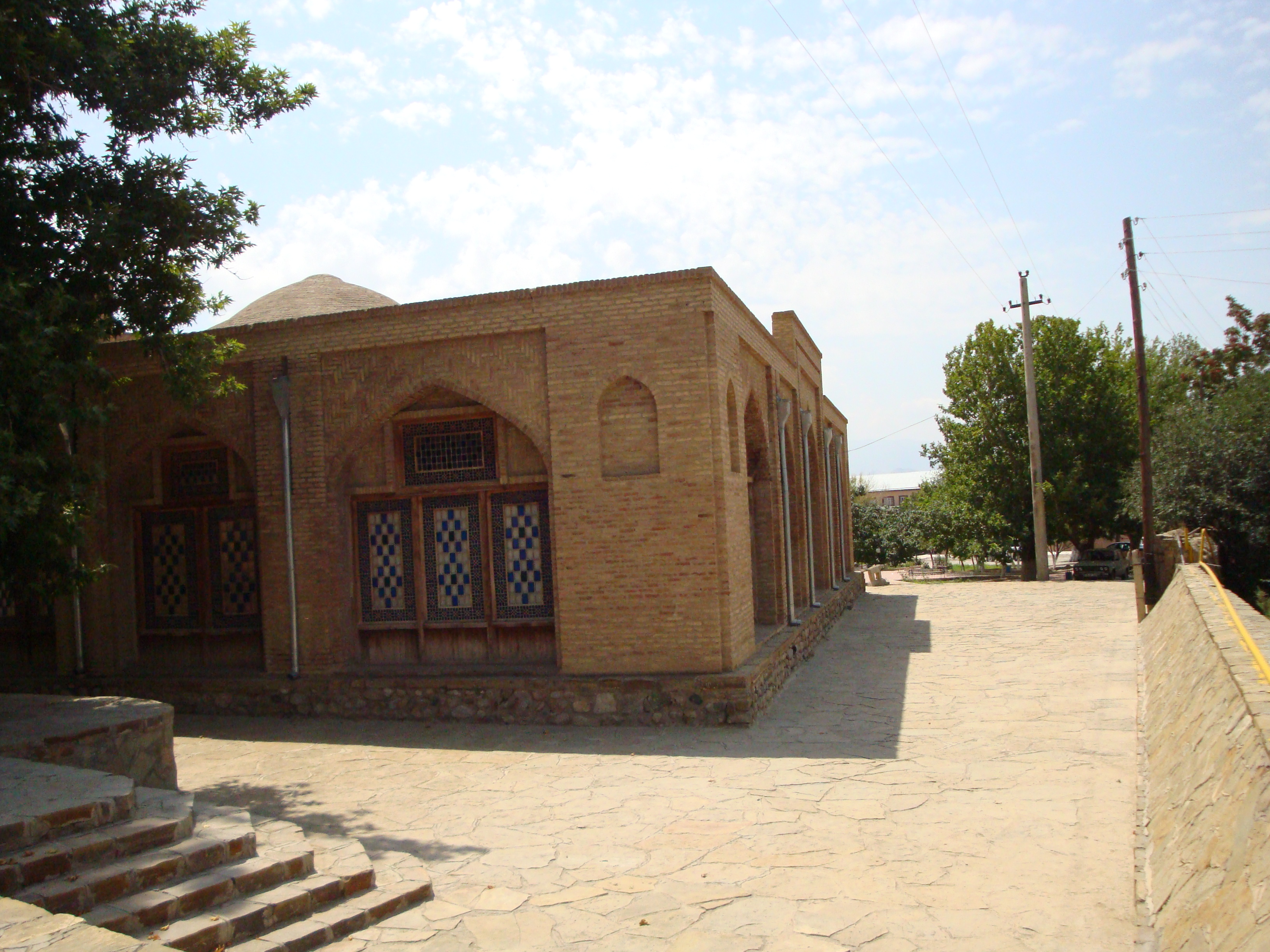
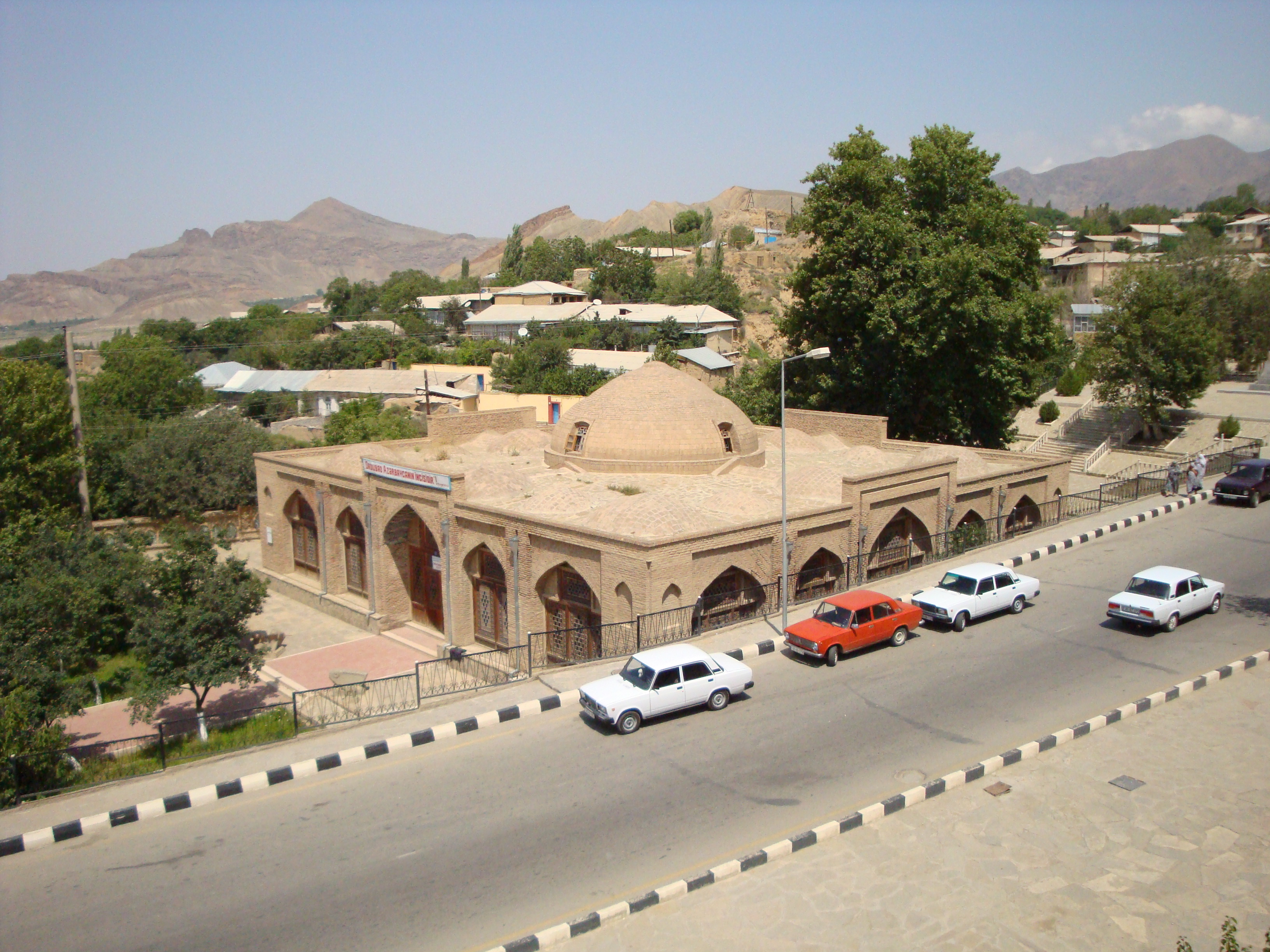

پس از مرمت
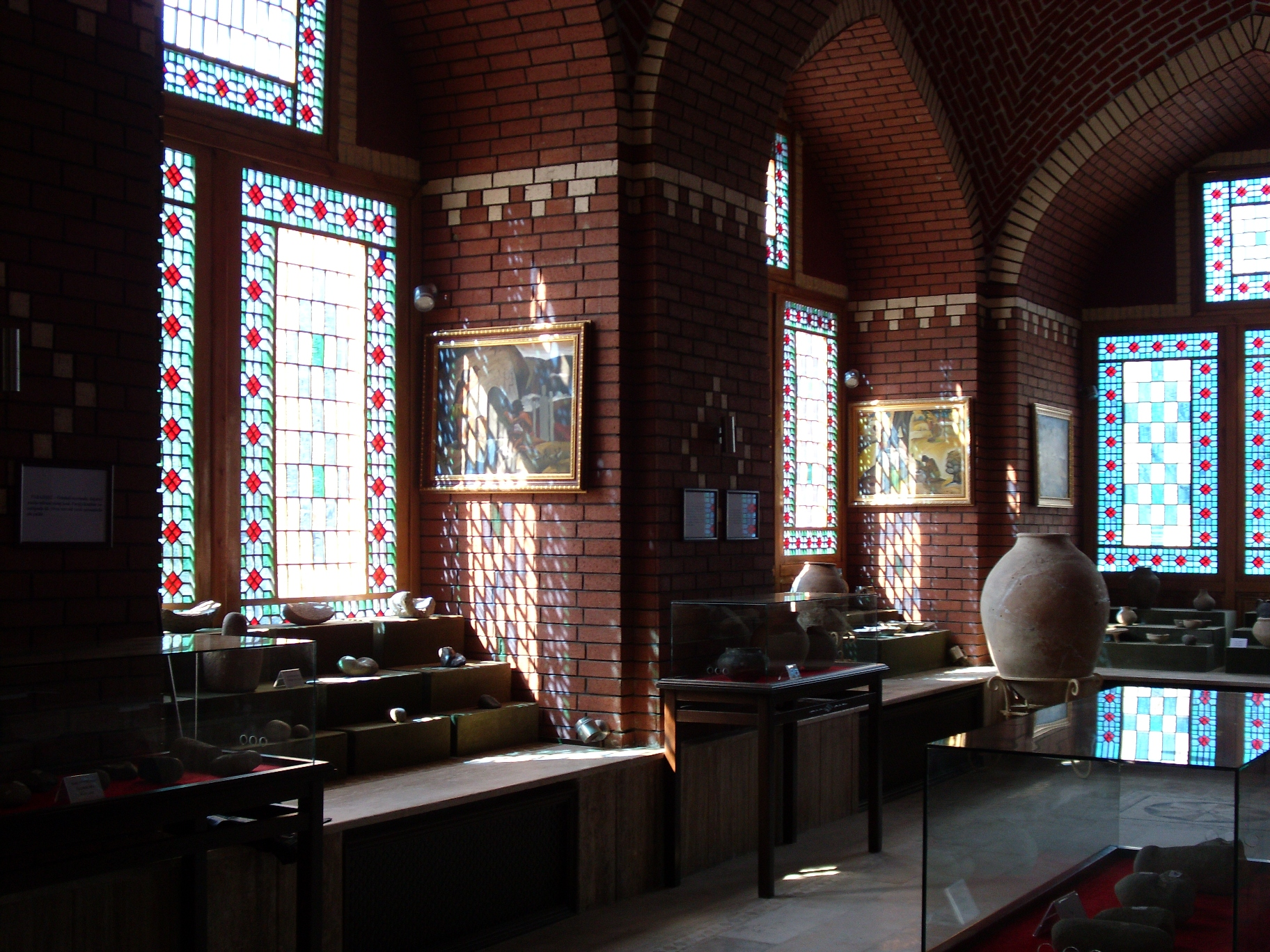
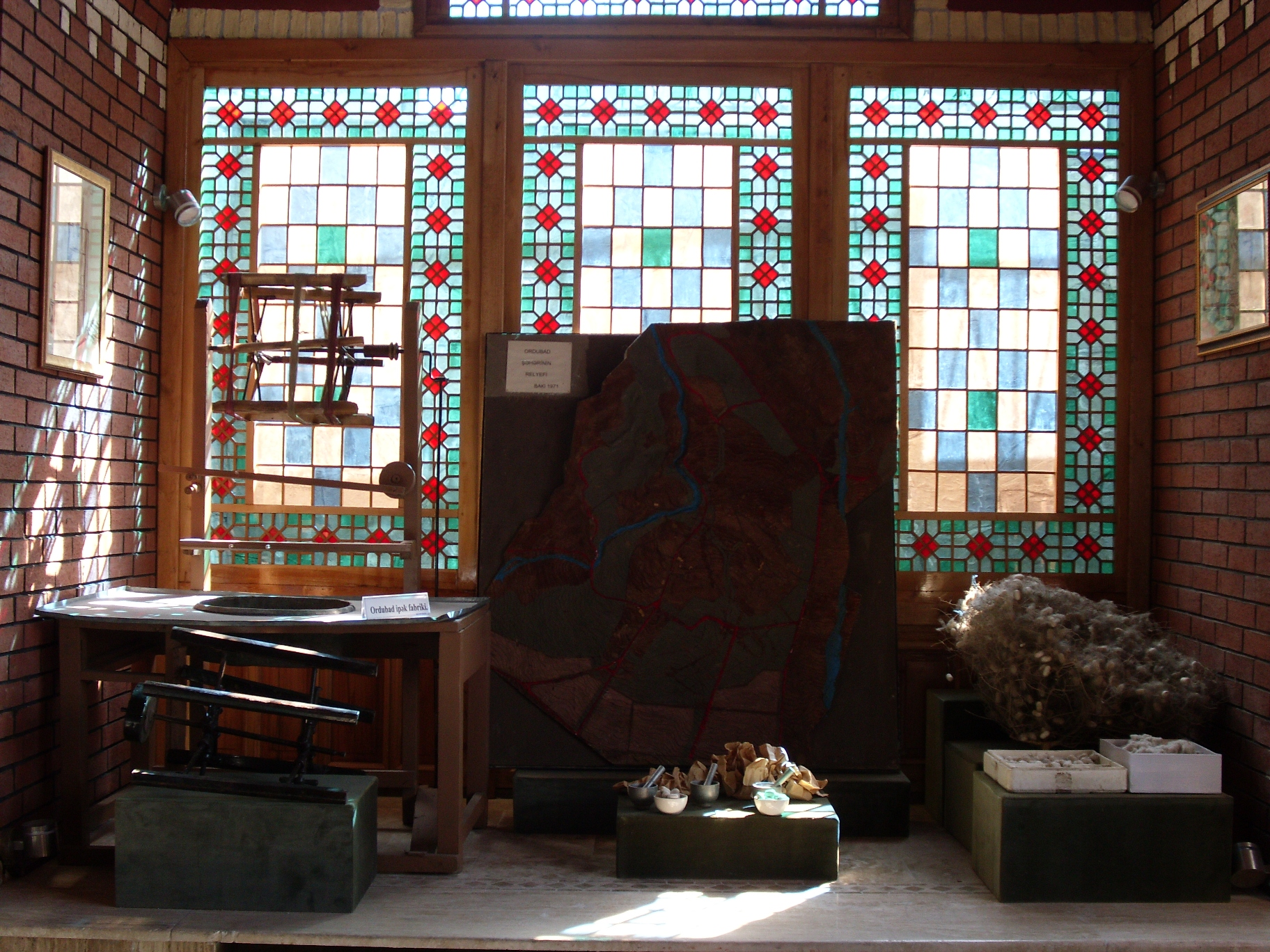
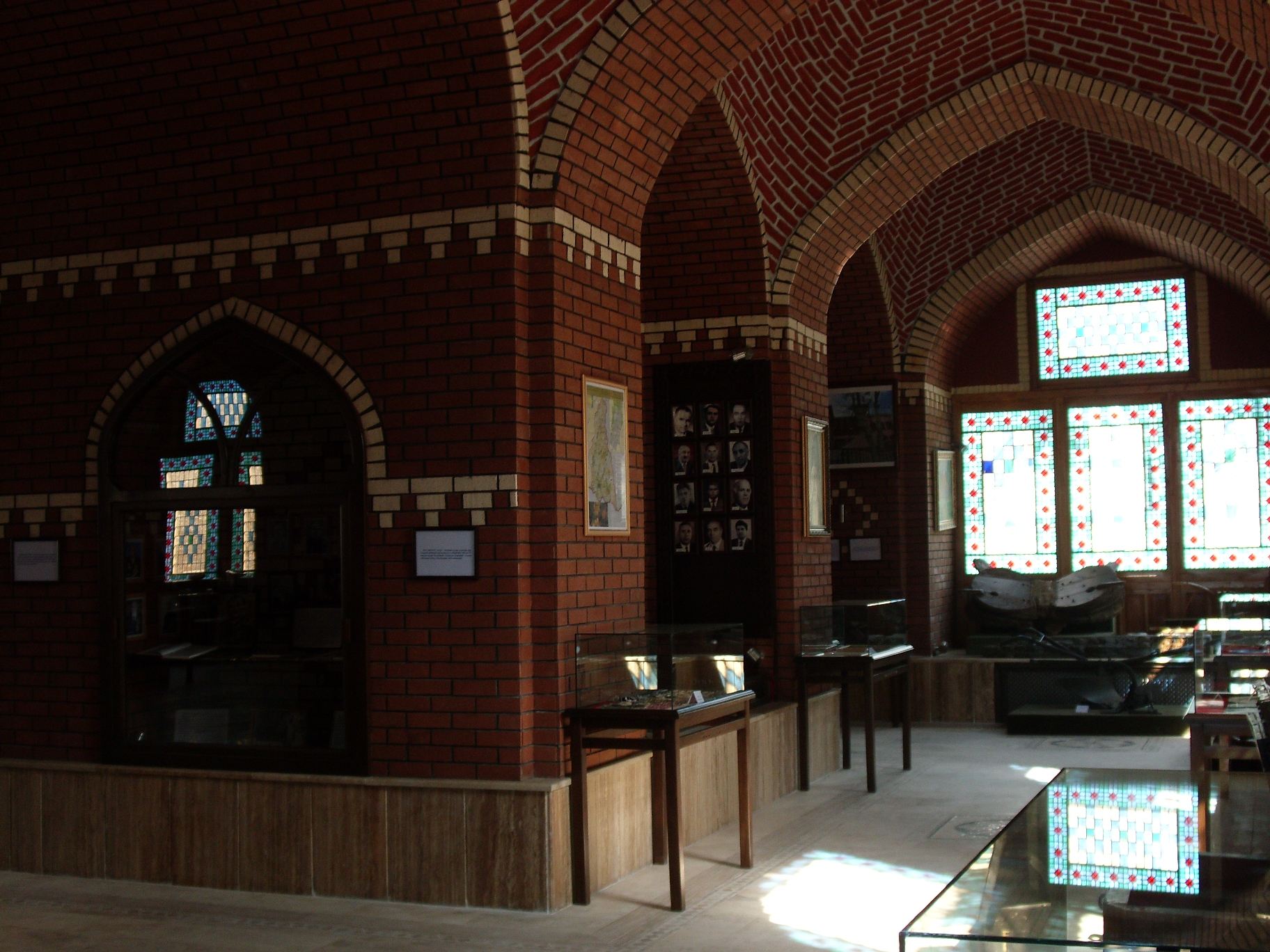
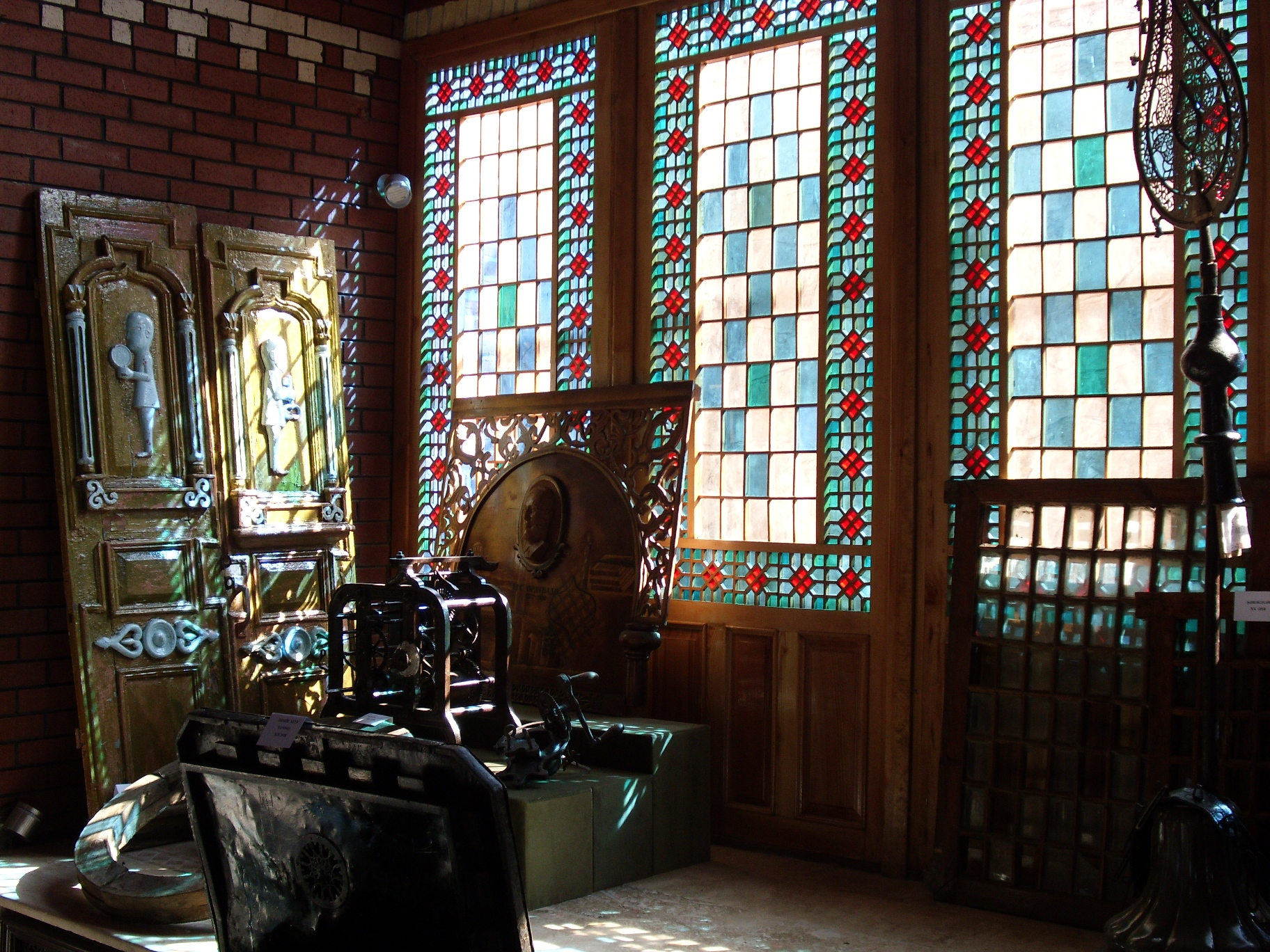
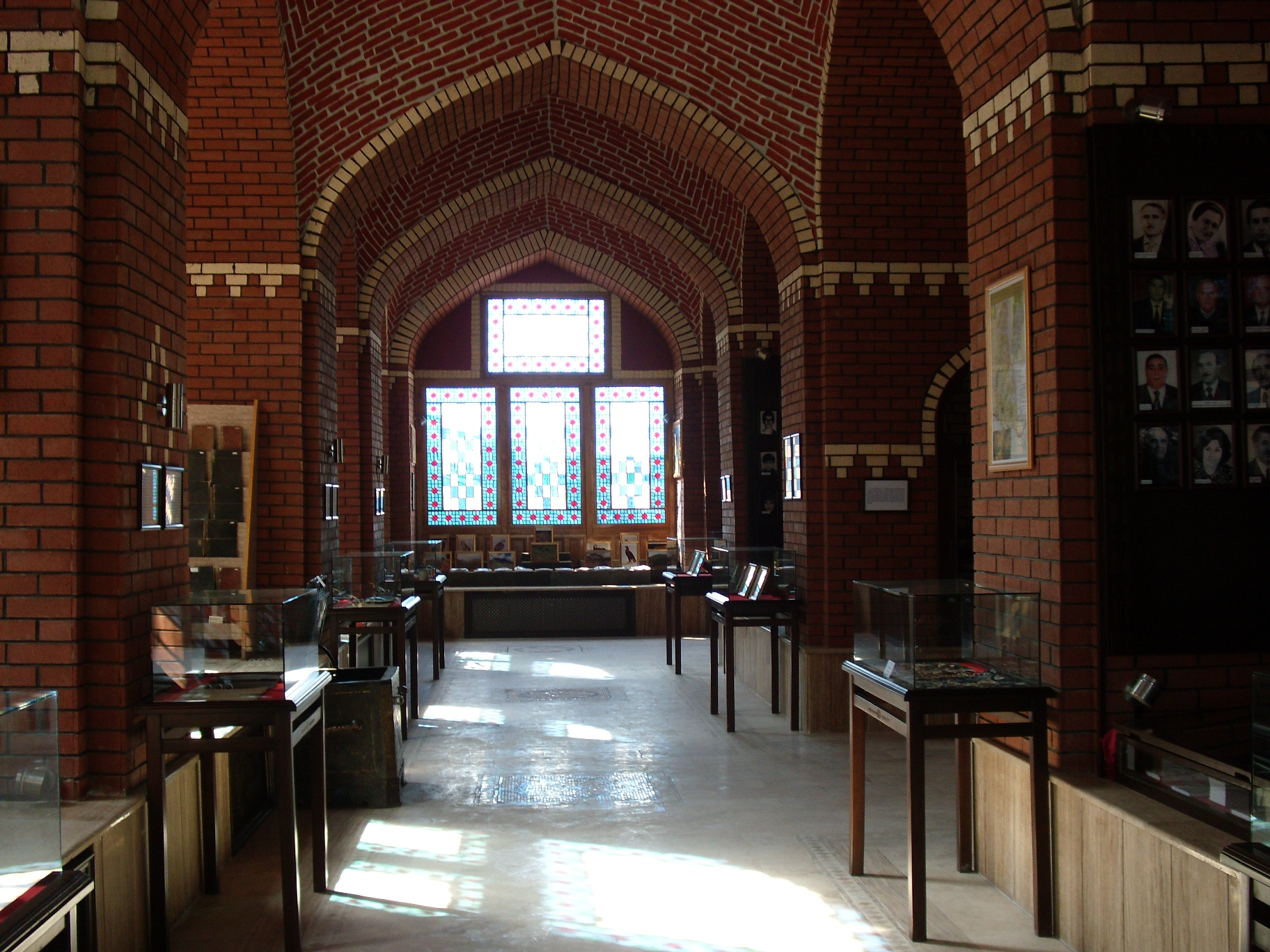
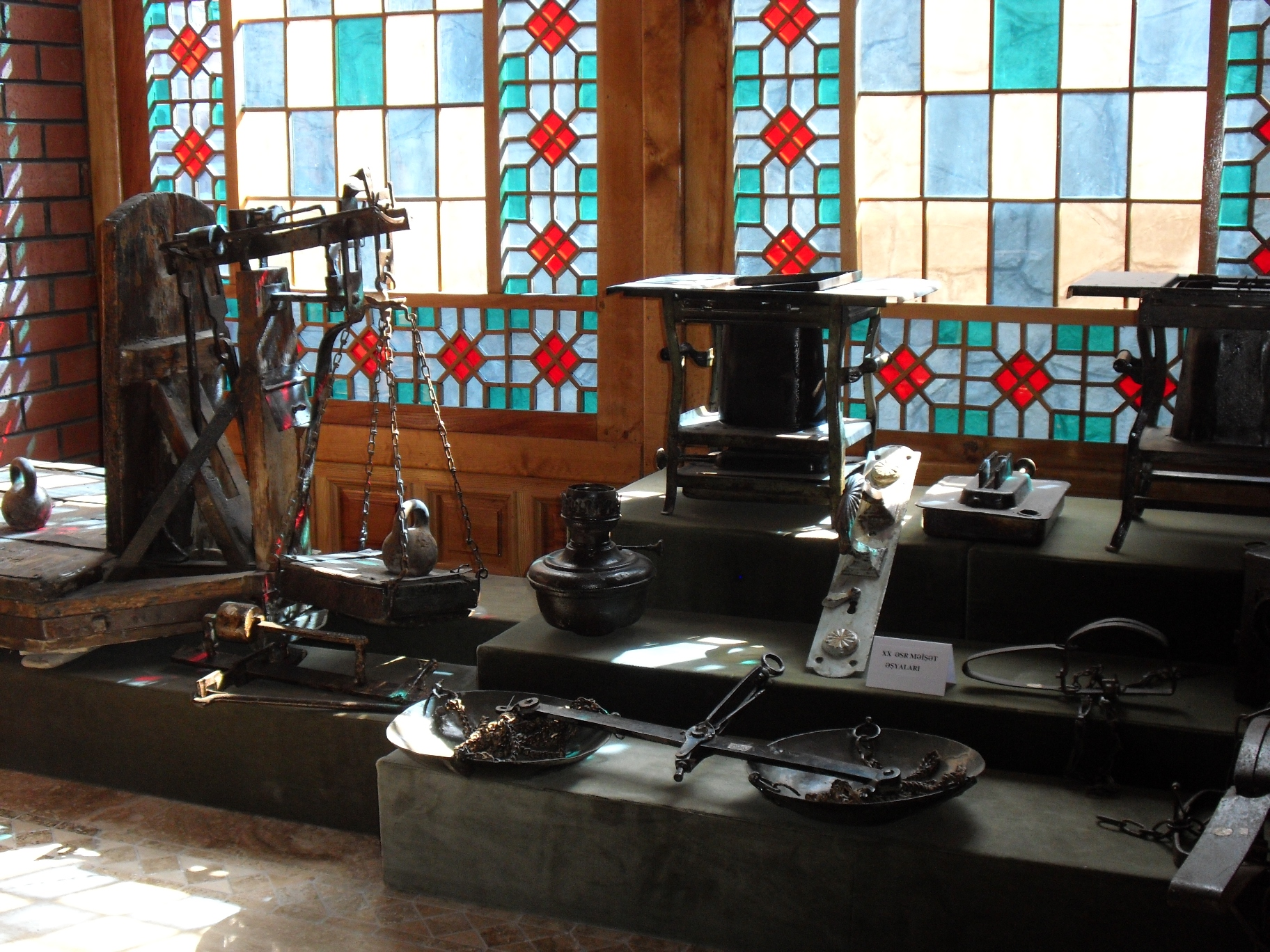
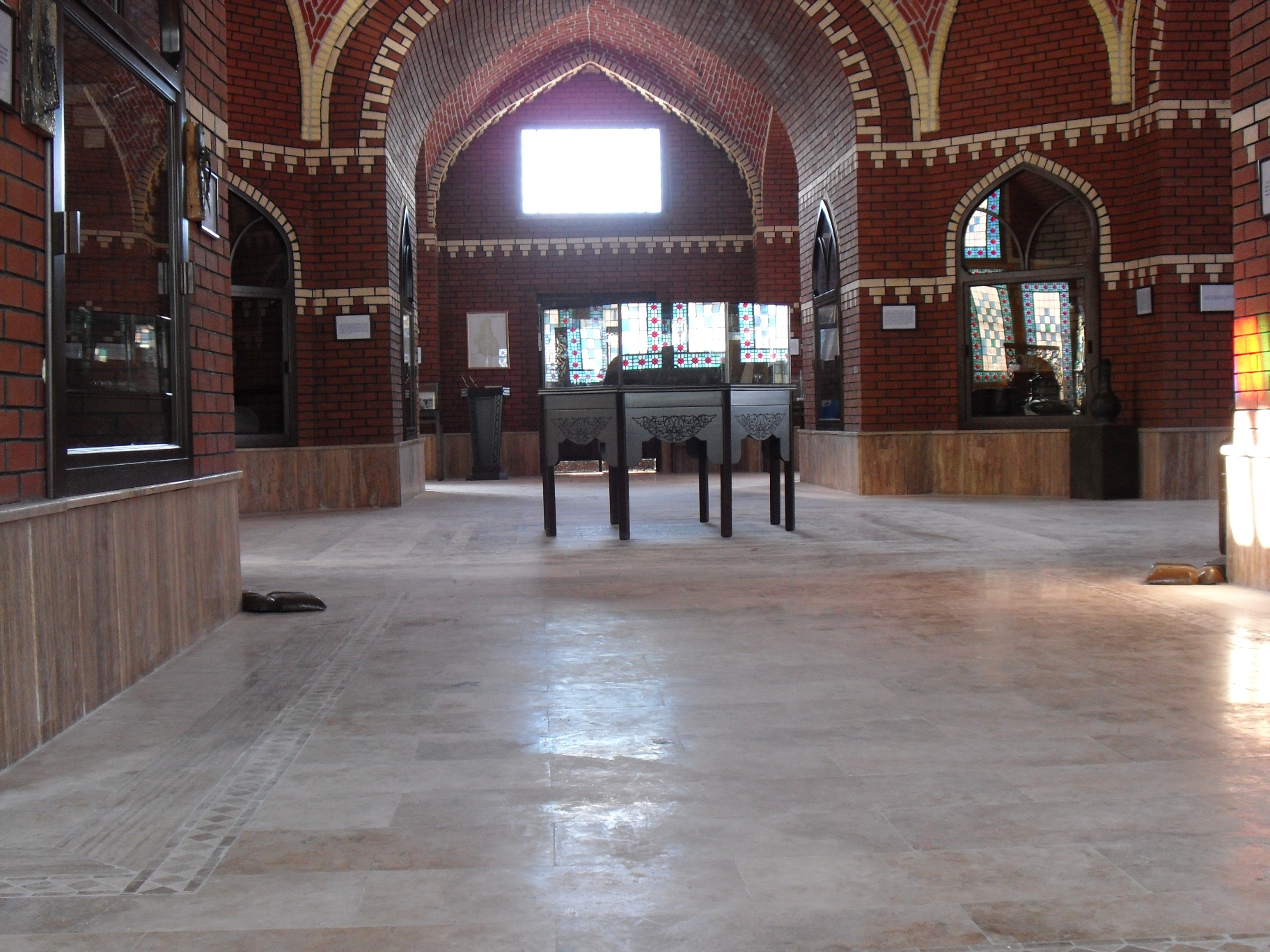
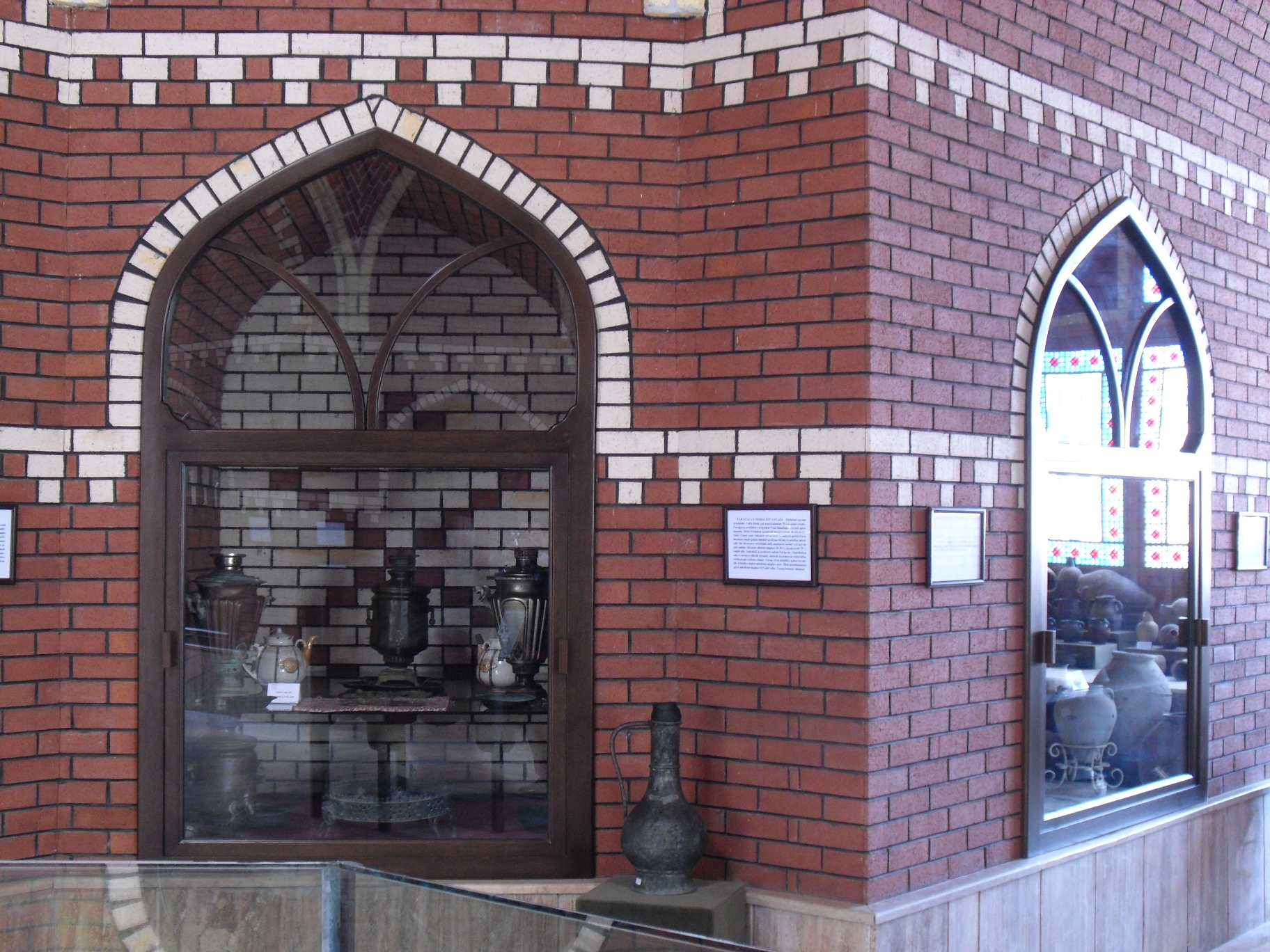
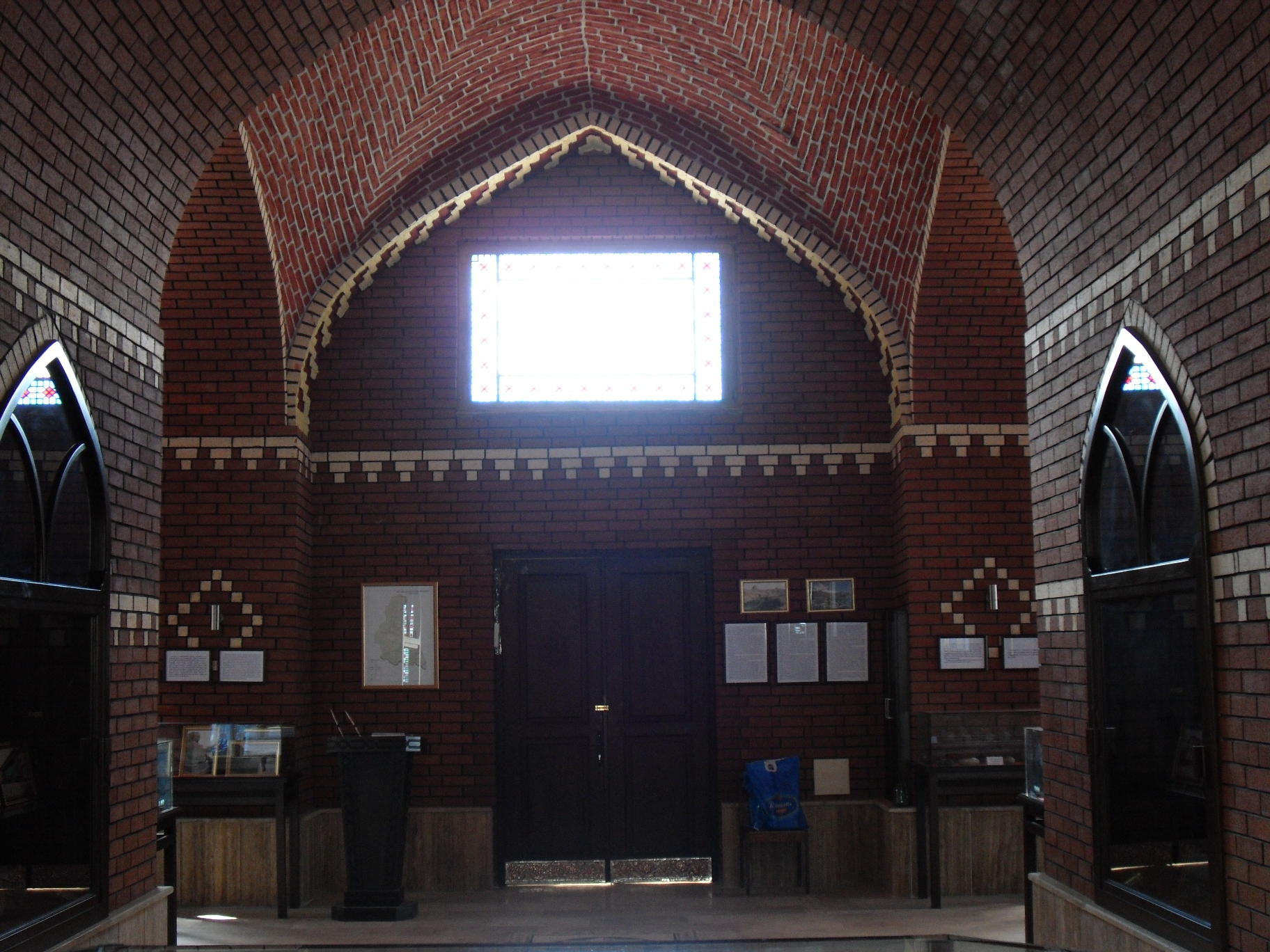
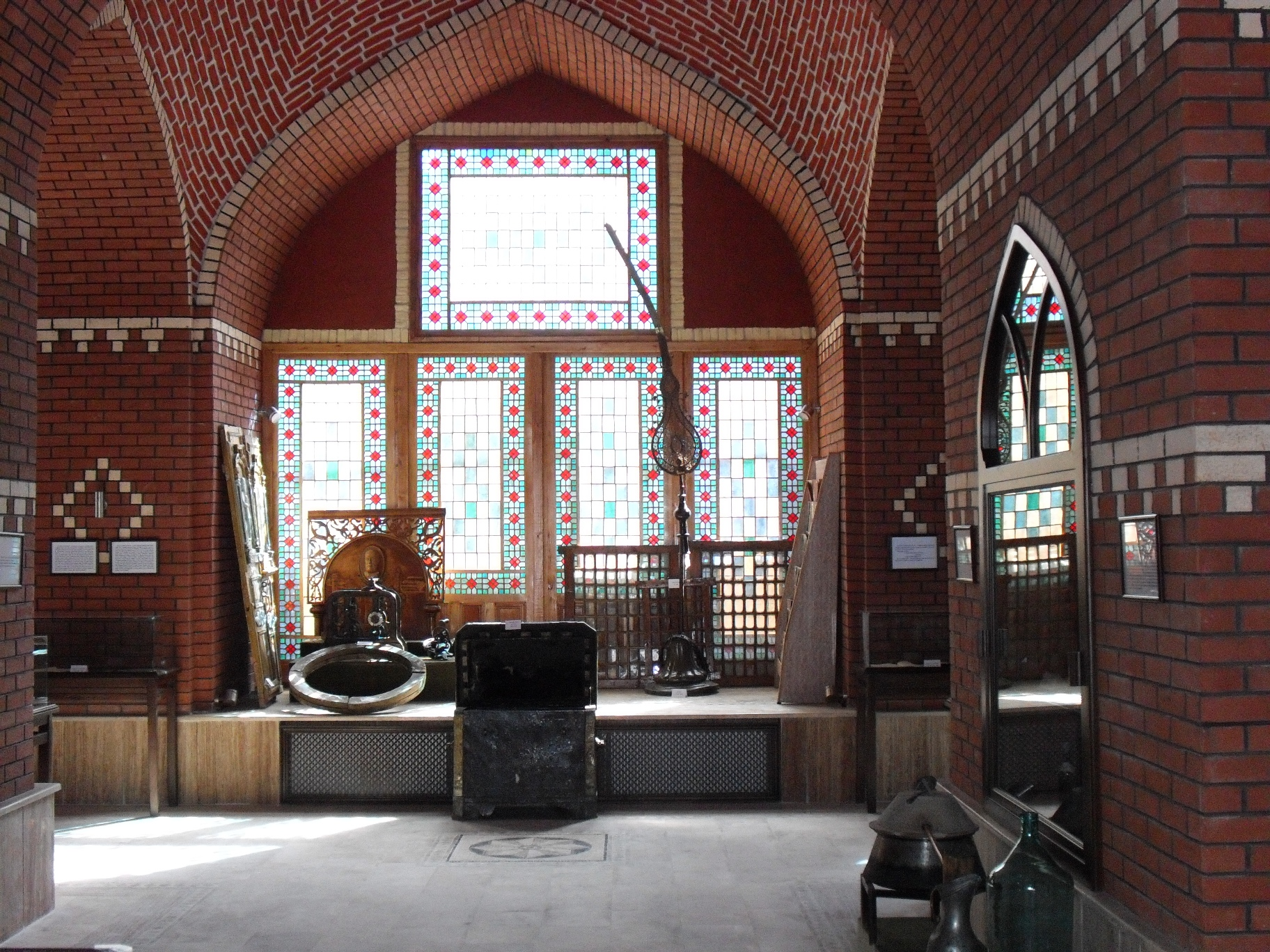
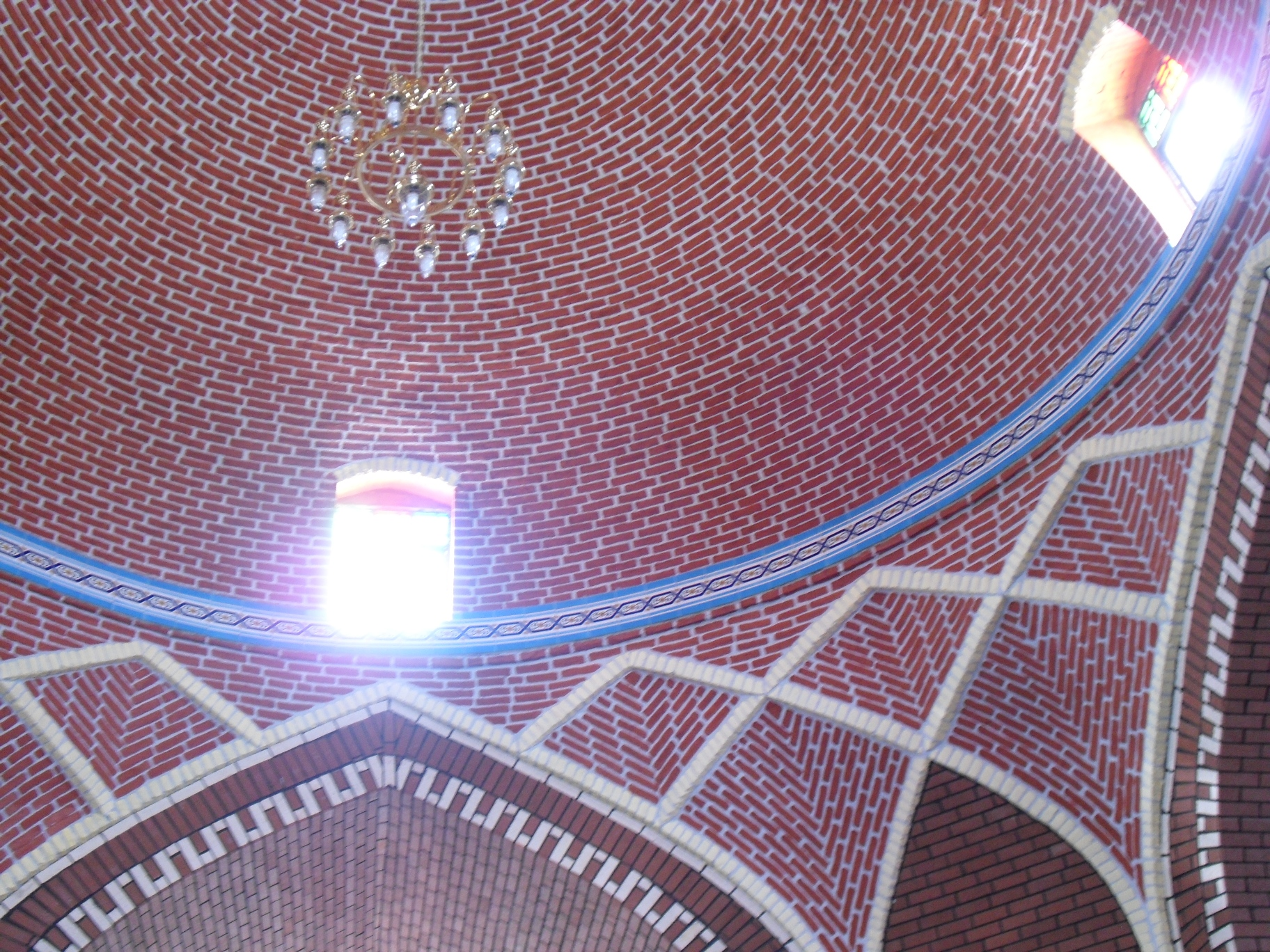
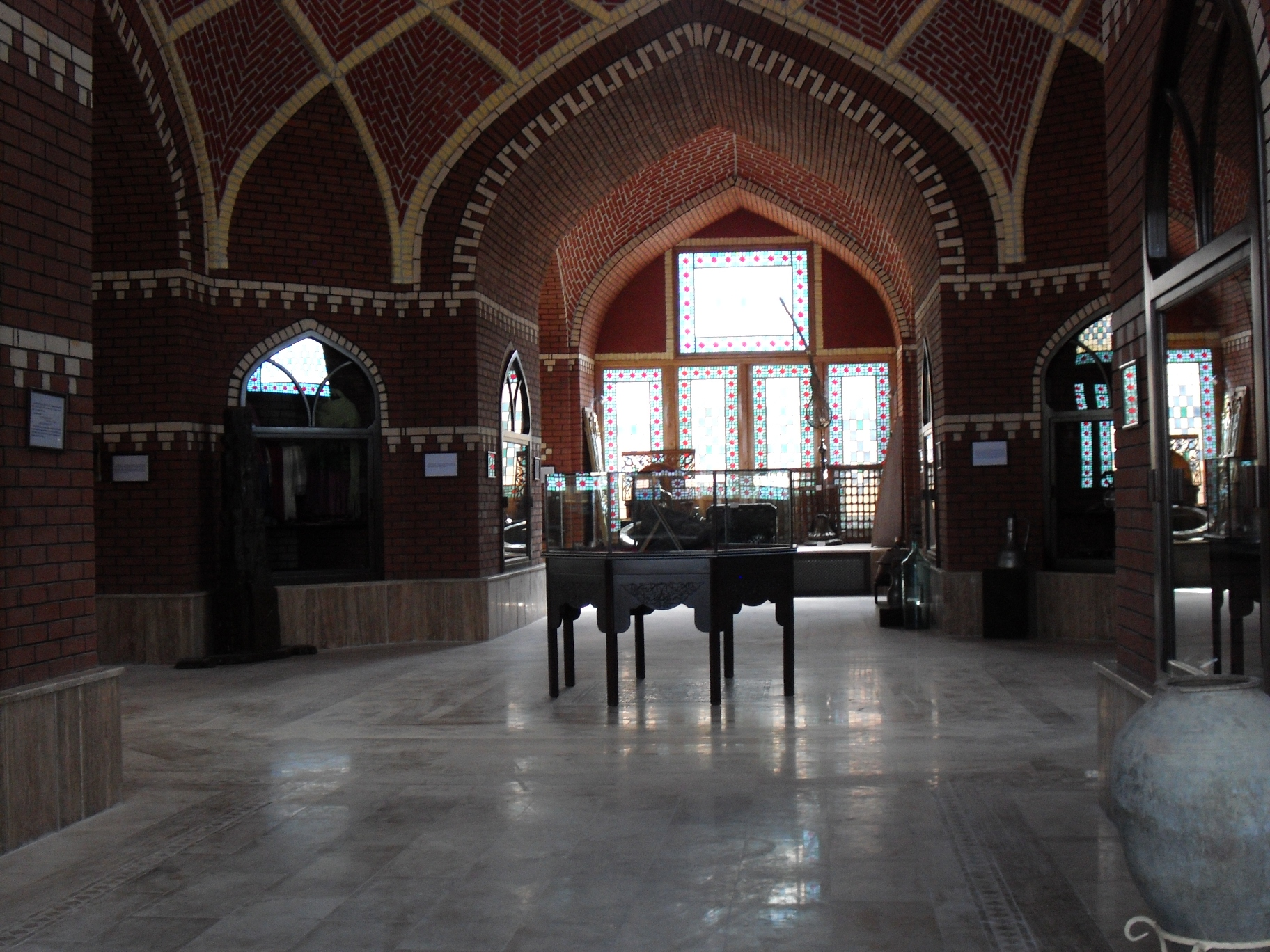